# Alopecurus vaginatus
Alopecurus vaginatus är en gräsart som först beskrevs av Carl Ludwig von Willdenow, och fick sitt nu gällande namn av Carl Sigismund Kunth. Alopecurus vaginatus ingår i släktet kavlen, och familjen gräs. Inga underarter finns listade i Catalogue of Life.